# Dino Merlin
Edin Dervišhalidović (nacido el 12 de septiembre de 1962), o más conocido artísticamente como Dino Merlin, es un prominente cantautor bosnio y músico. 

## Carrera
En 1983 fundó un grupo llamado Merlin del cual era el cantante principal. 
En 1991, después de 8 años de actividad en el grupo que él fundó, y tras haber producido 5 álbumes, decidió empezar una carrera como solista. 
Dino Merlin fue el escritor del primer himno nacional de Bosnia y Herzegovina, denominado Jedna si jediná. 
Ha concurrido varias veces en el Festival de la Canción de Eurovisión: la primera, en 1993 en Millstreet, como el autor de la canción Sva bol svijeta interpretada por Fazla. La segunda, en 1999 en Jerusalén haciendo un dúo con Beatrice interpretando Putnici. Ya en 2011, en Düsseldorf, como autor e intérprete de Love in rewind.

## Discografía

### Álbumes de estudio

#### Con Merlin
- Kokuzna vremena (1985)
- Teško meni sa tobom (a još teže bez tebe) (1986)
- Merlin (1987)
- Nešto lijepo treba da se desi (1989)
- Peta strana svijeta (1990)

#### Como Solista
- Moja bogda sna (1993)
- Fotografija (1995)
- Live: Vječna vatra (1999)
- Sredinom (2000)
- Burek (2004)
- Live Koševo 2004 (2005)
- Ispočetka (2008)

#### Compilaciones
- Merlin (1990) - con Merlin
- Balade (1995) - con Merlin
- Rest of the Best (1995) - con Merlin
- Najljepše pjesme (1995) - con Merlin
- The Best of Dino Merlin (2001)
- The Platinum Collection (2006)
- The Ultimate Collection (2009)

#### DVD
- Live Koševo (2005)
- Koševo 19. Juli (2009)

### Sencillos
- 2007: "Otkrit ću ti tajnu"
- 2008: "Dabogda"
- 2008: "Da šutiš (Indigo)"
- 2008; "Deset Mlađa"
- 2009: "Nedostaješ"
- 2011: "Love in Rewind"

#### Canciones producidas pro Dino Merlin
| Año  | Canción                   | Artista        | Álbum           |
| ---- | ------------------------- | -------------- | --------------- |
| 1989 | Jablane                   | Lepa Brena     | Cetiri godine   |
| 1993 | Sva bol svijeta           | Fazla          | Eurovosion 1993 |
| 1994 | Beograd                   | Ceca           | Fatalna ljubav  |
| 2001 | Predaleko                 | Ivana Banfić   | Ona Zna         |
| 2001 | Ja Nikad Neću Znati       | Ivana Banfić   | Ona Zna         |
| 2001 | Sretan Ti Stoti Rođendan* | Ivana Banfić   | Ona Zna         |
| 2002 | Tačka                     | Emina Jahović  | Tačka           |
| 2009 | Zver                      | Emina Jahović  | Vila            |
| 2009 | Sreća                     | Hari Mata Hari | Sreća           |
| 2009 | U znaku djevice           | Hari Mata Hari | Sreća           |
| 2010 | Adı İntikamdı             | Mustafa Sandal | Karizma         |